# Archoxyelyda mirabilis
Archoxyelyda mirabilis  (лат.) — ископаемый вид пилильщиков, единственный в составе рода Archoxyelyda и подсемейства Archoxyelydinae из семейства Praesiricidae.
Северо-восточный Китай, провинция Ляонин (ранний меловой период, Yixian Formation, Chaomidian Village, Beipiao City). Вид был впервые описан в 2013 году китайскими энтомологами Меи Вангом (Mei Wang; Capital Normal University, Пекин) и Донгом Реном (Dong Ren) и российским гименоптерологом Александром Павловичем Расницыным.

## Описание
Длина тела около 9 мм, длина головы — 2 мм. Жгутик усика отличаются гетерономным строением: толстой мультисегментной базальной и тонкой апикальной частями. В переднем крыле отсутствует жилка Sc, а жилки M+Cu слегка изогнутые; жилка R угловидная в основании Rs. Мезопсевдостернум отдалён от мезовентроплеврона. Голова шире своей длины. Глаза крупные, равны половине длины головы. Мезопсевдостернум крупный, почти равен длине мезоскутума.